# ابراهیم‌آباد پشت ریگ
ابراهیم‌آباد پشت ریگ، روستایی در دهستان پشت ریگ بخش مرکزی شهرستان ریگان در استان کرمان ایران است.

## جمعیت
بر پایه سرشماری عمومی نفوس و مسکن در سال ۱۳۹۵، جمعیت این روستا برابر با ۴۴۳ نفر (۹۶ خانوار) بوده است.